# Katolikus Ifjúsági Mozgalom
A Katolikus Ifjúsági Mozgalom (KIM) olyan magyar alapítású mozgalom, amely a római katolikus egyház tanítását vallva fő feladatának tekinti a katolikus fiatalok összefogását és segítését, és ennek keretében a katolikus lelkiségi mozgalmakkal való együttműködést.

## Története
A KIM Magyarország területén működő országos ifjúsági társadalmi szervezet.
- 1989-ben az Esztergomi Főegyházmegye ifjúsági referensének kezdeményezésére egyesületként alakult meg.
- 1993-ban Kismaroson az Országos Ifjúsági Konferencia az ifjúsági ügyekkel megbízott püspök-referens vezetésével létrehozta az öt magyarországi katolikus ifjúsági régiót. A KIM a Közép-Magyarországi Katolikus Ifjúsági Régió (Esztergom-Budapesti Főegyházmegye, Székesfehérvári Egyházmegye, Váci Egyházmegye) munkájában vállalt szerepet.
- 1993-ban és 1994-ben a Pázmány Péter Katolikus Egyetem hallgatóinak ösztöndíj-kiegészítést nyújtottak.
- 1994-ben a Főegyházmegye Szinódusán a KIM vezetése úgy foglalt állást, hogy a szinódus döntéseinek megvalósításában támogatja az egyházmegye mindenkori ifjúsági referensét, így felajánlotta, hogy irodája egyben a referens szolgáltató irodája is legyen.
- 1994 és 2003 között megfigyelő státuszban tagjai voltak a MIJARC-nak (Mouvement International de la Jeunesse Agricole et Rurale Catholique, Vidéki és Földművelő Katolikus Fiatalok Nemzetközi Mozgalma).
- 1995-ben az olaszországi Lorettoban megrendezett Európai Ifjúsági Találkozón részt vevő magyar fiatalok csoportját a KIM fogta össze. 1995-től szervezésükben több éven keresztül zajlott az Apostoliskola, mely a középiskola utáni korosztály önismereti és közéleti felkészítő képzése volt.
- 1996-ban az Esztergom-Budapesti Főegyházmegye ifjúsági referensével közösen készítették elő az I. Egyházmegyei Ifjúsági Konferenciát Csillebércen.
- A KIM elnöke révén 1997 óta részt vesz a Magyar Katolikus Püspöki Konferencia Ifjúsági Bizottságának munkájában.
- 1998-ban a Magyar Katolikus Püspöki Kar a mozgalmat országos egyházi egyesületként "krisztushívők magántársulásának" ismerte el. Ebben az évben Brennbergbányán a Faludi Ferenc Akadémiával egyhetes szabadegyetemet szerveztek az Európai Unió és a keresztény értékrend kapcsolatáról.
- 1998 és 1999 nyarán a Pázmány Péter Katolikus Egyetem egyetemi lelkészségével egyhetes tematikus szabadegyetemeket tartottak (Dömös, Tahi), és színházi táborokat szerveztek az „Ecole de Cluny"-vel közösen (Brennbergbánya, Tata).
- Az egyesület 1999 óta közhasznú, tagja a Katolikus Ifjúsági és Felnőttképzési Szövetségnek (KIFE) és az Országos Gyermek- és Ifjúsági Parlamentnek (OGYIP).
- A Magyar Katolikus Püspöki Kar Ifjúsági Bizottságának megbízása nyomán 1999-ben megszervezték a spanyolországi Santiago de Compostela-ban rendezett Európai Ifjúsági Világtalálkozón a magyar fiatalok részvételét, az Esztergom-Budapesti Főegyházmegye Ifjúsági Referensével közösen pedig előkészítették és lebonyolították a II. Egyházmegyei Ifjúsági Konferenciát Csillebércen. Ezen a nyáron Tatán a 2000. év előkészítése jegyében ifjúsági továbbképzéssel egybekötött nyári tábort rendeztek, emellett szervezésükben Elzászból fiatalok látogattak el Magyarországra az MRJC-vel (Mouvement Rural des Jeunes Chrétiens, Vidéki Keresztény Fiatalok Mozgalma) a XII. Ifjúsági Világtalálkozón kialakult partnerkapcsolat eredményeként.
- A Magyar Katolikus Püspöki Konferencia Ifjúsági Bizottságának felkérésére 2000 nyarán Zánkán az ország 1400 fiatalja számára evangelizációs ifjúsági tábort és fesztivált szervezett a KIM.
- 2000 és 2005 között évente, a Katolikus Egyetemisták és Főiskolások Egyesületével (KEFE) közösen, megtartották a Világi Teológus-, Hittanár-, és Hitoktatószakos Hallgatók Országos Találkozóit. A KIM képviselői több alkalommal részt vettek a COMECE (az Európai Püspökkari Konferenciák szervezete) által szervezett konferenciákon.
- Az alapszervezetek és az egyházmegyei csoportok önkéntesei számára 2001-ben képzéssorozatot szerveztek. "KIM-vezetőképző" célja volt, hogy a helyi csoportok önálló tevékenységét a civil szférában való eligazodáshoz szükséges tudás átadásával és az ehhez szükséges képességek fejlesztésével serkentse.
- Az egyesület a korábbi közgyűlések után 2002-ben megtartotta első küldöttgyűlését.
- 2003-ban rendezték meg a TÁJOLÓ, Országos Ifjúságpasztorációs Konferenciát, melynek célja elsősorban az egyházmegyei pasztorációs szint megerősítése volt. Ebben az évben koordinálták az Ifjúsági Világtalálkozók keresztjének magyarországi körútját is.
- 2004-ben a Semaines Sociales de France fennállásának 100. évfordulója alkalmából nemzetközi konferenciát szervezett Lille-ben, melyen a magyar fiatalok a KIM közreműködésével vettek részt. Ebben az évben, a Mariazell-ben tartott "Népek zarándoklata" Közép-európai Katolikus Találkozó Ifjúsági Táborában Magyarország fiataljai a KIM összefogásában vettek részt. Szintén ebben az évben segítséget nyújtottak a "Europe4Family" (Európa a családokért) elnevezésű kerékpártúra magyar szakaszában, melynek keretében a fiatalok az Európai Parlament védnöksége alatt Európa négy irányából Brüsszelbe bicikliztek.
- Mariazell 2007-ben ünnepelte megalapításának 850. évfordulóját. A jubileumi év egyik kiemelt eseménye volt az ifjúsági zarándoklat és találkozó, melyen a magyarok részvételét szervezték. Ebben az évben a Budapesti Városmisszió keretében a Nemzetközi Új Evangelizációs Kongresszus (ICNE) regisztrációs feladatait is ellátták, valamint a Bakáts téren megrendezett „Kontakt - Kapcsolódj be!" ifjúsági fesztivál a KIM összefogásával, számos közösség együttműködésében valósult meg. Szintén ebben az évben az olaszországi Loretto mellett 500 ezer olasz fiatal találkozott XVI. Benedek pápával. A hivatalos magyar delegáció a KIM közreműködésével utazott a találkozóra.

## Tevékenysége
Célja a katolikus ifjúság érdekeinek és értékrendjének képviselete. Országos, egyházmegyei és helyi katolikus ifjúsági megmozdulásokban kíván segíteni és részt venni, tagjai az ifjúságpolitika és a közélet terén érdekvédelemhez jutnak. Csoportjaik az önkormányzatok felé civil partnerként tudnak megjelenni. Feladatai ellátásához a Magyar Katolikus Püspöki Konferencia jóváhagyásával rendelkezik. A KIM képviselhet, felölelhet minden olyan kezdeményezést, amikor a katolikus fiatalok közös céljaikért megmozdulnak: műsort állítanak össze a plébánián (helyi szint), vagy szomszédos templomok közötti kispályás focibajnokságok szerveznek (területi szint). Egyházmegyei és országos szinten pedig ifjúsági vezetőképzések, táborok, zarándoklatok, találkozók létrehozásával segítik a fiatalokat. Azon dolgoznak, hogy a KIM-en keresztül a helyi csoportok más katolikus fiatalok kezdeményezéseiről is értesüljenek. A Katolikus Ifjúsági Mozgalom kiemelten fontosnak tartja, hogy - más hazai tevékenységein túl - megkönnyítse a hazai fiatalok eljutását a népszerű nemzetközi ifjúsági rendezvényekre. Rendszeresen segítséget nyújtanak nemzetközi (pl. Taizé, Mariazell), országos (pl. Nagymaros, Egerszalók) és egyházmegyei ifjúsági rendezvényekhez és képzésekhez önkéntesi munkával, szaktudással és technikai felszereléssel.
- 1989 óta a magyarországi fiatalok Taizéi Találkozókon való részvételét koordinálják: pl. a minden év szilveszterekor Európa valamely nagyvárosában megrendezésre kerülő "Bizalom Zarándokútja a Földön" téli taizéi találkozókra közös buszos utakat szerveznek. Aktívan közreműködtek az 1991-ben és 2001-ben Budapesten zajló taizéi találkozókban.
- A budapesti Egyetemi templom Don Bosco Ifjúsági Ének- és Zenekarának működését az egyesület megalakulása óta támogatja.
- Közel 30 éve május első napjaiban zajlik a Márianosztrai Ifjúsági Gyalogos Zarándoklat, melynek előkészítését és lebonyolítását a KIM már sok éve támogatja.
- A Nagymarosi Ifjúsági Találkozók előkészítésében is rendszeresen segítséget nyújtanak.
- 1994 tavaszától minden pünkösdhétfőn, az Esztergom-Budapesti Főegyházmegyével közösen megrendezik Budapest-Máriaremetén a "Karizmák Ünnepe" egyházmegyei majálist.
- A Természetes Családtervezési Tanácsadók Munkaközösségének működését kb. 1996-tól segítik, a munkaközösség által szervezett több képzésnek, irodai munkának helyszínt biztosítanak.
- 1997 szeptemberétől szinte minden évben országos Közéleti Munkatársképző tanfolyamokat tartanak a Katolikus Társadalomtudományi Akadémiával, az Esztergom-Budapesti Érsekséggel és a Faludi Ferenc Akadémiával közösen.
- Az Ifjúsági Világtalálkozókon (1997: Párizs, 2000: Róma, 2002: Torontó, 2005: Köln, 2008: Sydney, 2011: Madrid) az egyesület szervezésében az ország több száz ill. több ezer fiatalja szokott részt venni.
- A 2000-ben alakult Ökumenikus Ifjúsági Iroda és a KIM között kezdetektől szoros az együttműködés. A két szervezet közös előkészítés után rendezte meg az Ökumenikus Ifjúsági Vezetők Konferenciáját, és többször szervezett ökumenikus imaalkalmakat. a KözösPont Misszió a nagy hazai világi ifjúsági fesztiválokon a keresztény jelenlétet valósítja meg: pl. a "Sziget" Civil falujában rendszeresen megjelenik a "Közös Pont" sátor, amelynek programjával az erre a szolgálatra alaposan felkészített Katolikus, a Református és az Evangélikus Egyház fiataljai - katolikus, református és evangélikus lelkészek és ifjúsági vezetők bevonásával - a hit iránt érdeklődőket igyekeznek megszólítani. Emellett még három- négy fesztiválon is jelen vannak. 2000-ben, a Petőfi Csarnokban és 2003-ban, a Budapest Sportarénában is ennek az együttműködésnek gyümölcseként jöttek létre a Keresztény Ifjúsági Találkozók (KIT-ek), amelyeken az egész országból sok ezer fiatal vett részt.
- A 2002-től tartott küldöttgyűléseik többször KIM vezetői találkozó és képzés is egyszerre.

Ezeken kívül évek óta több országos katolikus találkozó és zarándoklat megszervezéséhez, lebonyolításához nyújt segítséget a KIM. Az egyesület a felsorolt eseményeken túl különböző csoportjainak további táborai, képzései, zarándoklatai, találkozói, koncertjei révén vesz részt a magyar katolikus ifjúság életében.

## Tagsága és szervezete
A KIM-nek tagjai lehetnek:
- Természetes személyek (kb. 3500 fő), rendes vagy pártoló tagként egyházmegyei csoportokba és alapszervezetekbe tömörülnek. Alapszervezeteik:
  - DKIM: Délpesti KIM
  - GYÖME KIM: Gyömrő-Mende KIM
  - KisKIM: Kispesti KIM
  - Madzag KIM: a Székesfehérvári Egyházmegye ifjúsági közösségeinek közössége
  - Márianosztrai Zarándoklat: a Márianosztrai Ifjúsági Gyalogos Zarándoklat szervezői csoportja
  - RKIM: Rákosmenti KIM
  - TKIM: Teológus KIM
  - XKIM: Budapest X. kerületének KIM-csoportja
- Jogi személyek (2):
  - SZEIF: Szombathelyi Egyházmegye Ifjúsági Fóruma
  - VEILEF: Veszprém Egyházmegyei Ifjúsági és Lelkipásztori Fórum

## Külső hivatkozások
- Magyar katolikus lexikon (Katolikus Ifjúsági Mozgalom)